# Escouloubre
Escouloubre es una pequeña localidad y comuna francesa, situada en el departamento del Aude en la región de Languedoc-Roussillon.
A sus habitantes se les conoce por el gentilicio Escouloubrais.

## Demografía
| 93 | 137 | 85 | 86 | 114 | 90 |
| Para los censos de 1962 a 1999 la población legal corresponde a la población sin duplicidades (Fuente: INSEE [Consultar]) |     |    |    |     |    |

(Población sans doubles comptes según la metodología del INSEE).

## Lugares de interés
- Iglesia de l'Invention-Saint-Etienne del siglo XIX, clasificada monumento nacional
- Gruta de Aguzou